# فلاديمير باس
فلاديمير باس (بالروسية: Бусс, Владимир Викторович)‏ هو لاعب كرة قدم روسي، ولد في 17 يوليو 1978. لعب مع FC Lada-Tolyatti ‏.